# أوبثكية
الأوبثكية (الاسم العلمي: Eupithecia) هي جنس من الحشرات تتبع الفصيلة الأرفية من رتبة حرشفيات الأجنحة.

## الأنواع
أنواع هذا الجنس:
- كود سباركل
- تحديث القائمة

نوع:أوبثكية أحادية اللون 
اسم علمي: Eupithecia unicolor

نوع:أوبثكية أليفة الصحراء 
اسم علمي: Eupithecia deserticola

نوع:أوبثكية أوروبية 
اسم علمي: Eupithecia europaea

نوع:أوبثكية أوليمبية 
اسم علمي: Eupithecia olympica

نوع:أوبثكية بهية 
اسم علمي: Eupithecia bella

نوع:أوبثكية توأمية 
اسم علمي: Eupithecia geminata

نوع:أوبثكية توماسية 
اسم علمي: Eupithecia thomasi

نوع:أوبثكية ثنائية الألوان 
اسم علمي: Eupithecia discolor

نوع:أوبثكية جورجية 
اسم علمي: Eupithecia georgii

نوع:أوبثكية مخضوضرة 
اسم علمي: Eupithecia virescens

نوع:أوبثكية ملتبسة 
اسم علمي: Eupithecia indistincta